# Drakunkuloza
Drakunkulóza, imenovana tudi  bolezen gvinejskega črva  (angl. guinea worm disease - GWD), je okužba s črvom Dracunculus medinensis.  Prizadeta oseba se okuži s pitjem vode, ki vsebuje vodne bolhe, okužene z ličinkami zajedavca. Bolnik sprva ne kaže nobenih simptomov.  Približno čez eno leto oseba dobi boleč in pekoč občutek, ko samica črva naredi žulj v koži, običajno na spodnji okončini. V teku nekaj tednov pride črv na plano iz kože. V tem času je prizadetemu težko hoditi ali delati. Zelo neobičajno je, da bi bolezen povzročila smrt.
Pri ljudeh je edini znani vzrok okužba s črvom Dracunculus medinensis. Črv meri v širino približno 1–2 mm, odrasla samica pa lahko doseže tudi od 60 do 100 cm dolžine; samci so z 12–29 cm veliko krajši.  Ličinke lahko izven človeka preživijo do tri tedne, v tem času jih morajo zaužiti vodne bolhe, da se lahko dalje razvijejo.  Ličinka lahko v vodni bolhi preživi samo do štiri mesece. Tako mora zajedavec vsako leto okužiti ljudi, da se na prizadetem območju lahko obdrži. Diagnozo bolezni je običajno mogoče narediti na podlagi znakov in simptomov bolezni.
Bolezen se preprečuje z zgodnjo diagnozo, po odkritju pa se poskrbi za to, da rana ne pride v stik s pitno vodo, da se zajedavec ne more širiti. Drugi ukrepi se tičejo boljšega dostopa do pitne vode, kot je filtriranje vode, če ni čista. Filtriranje skozi krpo pogosto zadošča. Onesnažena pitna voda se lahko čisti s kemikalijo temefos, ki ubija ličinke. Za bolezen ni zdravila ali cepiva. Črv se lahko počasi odstrani tekom tednov z navijanjem na palčico.  Razjede zaradi črva se lahko okužijo z bakterijami.  Bolečina lahko traja še več mesece po tem, ko je bila glista odstranjena.
Leta 2015 so poročali o 22 primerih bolezni.  To je občuten padec od 3,5 milijona primerov v letu 1986. Bolezen je trenutno prisotna samo v 4 državah v Afriki, občutno manj kot 20 držav v 80-ih letih 20. stoletja. Verjetno bo to prva parazitska bolezen, ki se bo po celem svetu izkoreninila.  Bolezen medinskega črva je znana že iz antičnih časov. Omenjena je v egiptovskem priročniku za zdravnike (papirus Ebers) iz leta 1550 pred našim štetjem. Ime drakunkuloza izhaja iz latinskega opisa kot »napad zmajčkov«, ime »gvinejski črv« pa se je pojavilo, ko so Evropejci  v 17. stoletju  naleteli na bolezen v Gvineji na obali Zahodne Afrike Za druge vrste nematod iz rodu Dracunculus je znano, da okužijo različne sesalce, ljudi pa najverjetneje ne okužijo.  Bolezen uvrščamo med zapostavljene tropske bolezni.